# Al-Mukalla
Al-Mukalla (arab. ‏المكلا‎) – miasto w południowym Jemenie, nad Zatoką Adeńską (Morze Arabskie), ośrodek administracyjny muhafazy Hadramaut, główne miasto i port morski krainy historycznej o tej samej nazwie. Około 222 tys. mieszkańców.